# Hookeriopsis serrata
Hookeriopsis serrata là một loài Rêu trong họ Hookeriaceae. Loài này được (Ångström) A. Jaeger mô tả khoa học đầu tiên năm 1877.